# Satsu (Buffy)
Satsu est un personnage de comics qui apparaît dans la Saison 8 de Buffy contre les vampires.
C'est l'une des nouvelles tueuses de vampires activées par Willow Rosenberg en 2003. Elle a été recrutée dans L'organisation des Tueuses, menée par Buffy Summers. Satsu a développé une amitié puis une sorte de flirt avec Buffy, avant qu'elle ne devienne la cheffe d'un escadron de Tueuses à Tokyo.

## Biographie fictive

### Devenir une Tueuse
Satsu est née dans une famille traditionnelle japonaise, dont les parents souhaitaient voir leur fille se marier et avoir des enfants, jusqu'à ce qu’ils soient dévastés lorsqu'elle leur apprend qu'elle est lesbienne. Satsu a été activée en tant que Tueuse lorsqu'elle se trouvait à l'école, le choc du pouvoir la faisant sortir de ses chaussures. Elle fut par la suite enrôlée dans l'Organisation des Tueuses, où elle fut placée dans l'escouade de Buffy Summers, en Écosse. Les talents de Satsu furent vite remarquées par Buffy qui lui imposait son respect, Satsu en arrivant plus tard à ressentir de forts sentiments amoureux envers elle. Lorsque Buffy était plongée dans un sommeil mystique par Amy Madison, sommeil dont seul le baiser d'un amour véritable pourrait la sortir, c'est Satsu qui l'embrassa secrètement, ce qui nous dévoile que ce n'est pas juste un béguin. Peu de temps après ça, Buffy choisit Satsu pour l'accompagner secourir son amie, Willow Rosenberg, retenue prisonnière par Amy dans une base militaire américaine. Le fait que Satsu fut choisie pour cette mission provoque la jalousie de ses collègues Tueuses, Leah et Rowena. Satsu fut aussi une des Tueuses de l'escouade qui détruisit le démon, Yamanh de Hoht.